# Teenage Rampage
Teenage Rampage - 14-й сингл британской глэм-рок-группы Sweet, записанный с продюсерским дуэтом Chinnychap (Чинн и Чэпмен были и авторами композиции) и выпущенный в январе 1974 года записывающей компанией RCA Records. Сингл три недели сохранял 2-ю позицию в UK Singles Chart и был включён в альбом Desolation Boulevard (1974).

## Отзывы критики
Первый сингл The Sweet 1974 года (как отмечал рок-критик Дэйв Томпсон) ознаменовал собой попытку группы отойти от подростковой аудитории и приобрести репутацию серьёзной рок-группы. В своём "последнем действительно внутренне свободном" тексте Чинн и Чепмен обрисовали картину "подростковой революции", но при этом, как отметил тот же рецензент, сила песни именно в том, что настроение её – "первобытно и подразумевает бунт ради бунта".

## Содержание
- А. Teenage Rampage (M. Chapman, N. Chinn) 3:32
- В. Own Up, Take A Look At Yourself (Scott, Connolly, Tucker, Priest)

## Состав участников
- Брайан Коннолли – вокал
- Стив Прист – бас-гитара, вокал
- Энди Скотт – гитара, бэк-вокал
- Мик Такер – ударные, вокал

## Видео
- Teenage Rampage. The Sweet, Crackerjack, 1974.